# Captain Video: Master of the Stratosphere
Captain Video: Master of the Stratosphere (1951) este un film științifico-fantastic regizat de Spencer Gordon Bennet și Wallace Grissell după un scenariu de Royal G. Cole, Sherman I. Lowe, Joseph F. Poland (și George H. Plympton).
Această serie de filme este unică din mai multe motive --- în special, deoarece aceasta este prima și ultima serie de filme creată vreodată pe baza programului de televiziune Captain Video and His Video Rangers, primul serial american de televiziune science-fiction.

## Povestea
Judd Holdren interpretează al doilea său rol într-un film: cel al Căpitanului Video, conducătorul unui grup de luptători împotriva crimei cunoscuți sub numele de Video Rangers. Căpitanul Video se confruntă cu o amenințare interplanetară, în persoana dictatorului malefic al planetei Atoma, Vultura (Gene Roth) și a acoliților acestuia, printre care omul de știință pământean, trădătorul dr. Tobor (George Eldredge). Vultura intenționează să cucerească planeta Pământ. 

## Distribuția
- Judd Holdren este Căpitanul Video
- Larry Stewart este Ranger
- George Eldredge este Dr. Tobor, un adept al lui Vultura, om de știință de pe Pământ
- Gene Roth este Vultura
- Don C. Harvey este Gallagher
- Skelton Knaggs este Retner
- William Fawcett este Alpha
- Jack Ingram este Aker, un adept al lui Vultura
- I. Stanford Jolley este Zarol
- Jimmy Stark este Ranger Rogers
- Rusty Wescoatt este Beal, un adept al lui Vultura
- Zon Murray este Elko', un adept al lui Vultura

## Titlurile episoadelor (capitolelor)
1. Journey into Space
2. Menace of Atoma
3. Captain Video's Peril
4. Entombed in Ice
5. Flames of Atoma
6. Astray in the Stratosphere
7. Blasted by the Atomic Eye
8. Invisible Menace
9. Video Springs a Trap
10. Menace of the Mystery Metal
11. Weapon of Destruction
12. Robot Rocket
13. Mystery of Station X
14. Vengeance of Vultura
15. Video vs. Vultura

Sursa: